# Minna Salami
Minna Salami   (Finlàndia, 1978) és una periodista i escriptora finlandesa d'ascendència nigeriana, implicada en la difusió d'informació sobre temes feministes africans, sobre la diàspora africana i la situació de les dones nigerianes. És autora del blog MsAfropolitan, que edita des del 2010, sobre feminisme des de la perspectiva africana i sobre Àfrica des d'una perspectiva feminista. És membre de la Xarxa Global d'Educadors de la Universitat de Duke, de la Xarxa d'Àfrica i de la Xarxa de Llibres de The Guardian.

## Trajectòria
Salami va néixer a Finlàndia el 1978, filla de pare nigerià i mare finlandesa. Va viure a Nigèria durant la seva joventut abans d'anar a Suècia per fer els estudis superiors. Es va graduar a la Universitat de Lund amb una llicenciatura en Ciències Polítiques, i a l'Escola d'Estudis Orientals i Africans (SOAS) de la Universitat de Londres. Parla cinc idiomes i actualment resideix a Londres.
Salami també treballa com a consultora per a TVC News, un canal de notícies panafricà. És col·laboradora de l'antologia New Daughters of Africa de 2019, editada per Margaret Busby.
El 2019, Salami es va unir a Activate Collective un moviment feminista interseccional que busca recaptar diners per a candidates polítiques i dones activistes comunitàries pertanyents a minories. El 2020, Activate Collective va anunciar que finançaria 11 dones que es postularien per a cinc partits diferents a les eleccions locals de cinc regions d'Anglaterra: Londres, Midlands, Nordeste, Nord-oest i Yorkshire i Humber.